# Prangins (Adelsgeschlecht)
Die Herren von Prangins waren ein Adelsgeschlecht aus der Waadt. Sie stammten von den Herren von Cossonay  ab, die im Besitz des Schlosses von Prangins waren. Nach dem Tode von Jean de Cossonay um 1230 spaltete sich die Familie in mehrere Zweige. Der jüngste Sohn Jeans, Guillaume, nannte sich Herr von Prangins. Neben dem namengebenden Schloss besass die Familie noch Nyon, die Burgen Mont-le-Vieux und Bioley sowie die Herrschaften Bellerive und Grandcour im Vully, welche 1276 von Guillaumes Sohn Jean an Philipp von Savoyen verpfändet wurden. Jean folgte 1284 sein jüngerer Bruder Aymon, der im Konflikt um die Nachfolge Philipps I. von Savoyen auf der Seite von Beatrix, der Herrin der Dauphiné, einer Tochter Peters II., stand. Daraufhin besetzten die Savoyer Nyon und eroberten 1293/94 die Burgen der Prangins. Aymon ergab sich und verzichtete 1306 gegen eine Leibrente auf seine Herrschaft. Die Familie Prangins verzweigte sich in der Folge in mehrere Linien und stellte zwei Bischöfe von Lausanne.

## Familienmitglieder
- Guy de Prangins († 1394), ab 1375 Bischof von Lausanne
- Jean de Prangins († vor 1446), 1433–1440 Bischof von Lausanne, 1440–1445 Bischof von Aosta